# Le tigri della Birmania
Le tigri della Birmania (God Is My Co-Pilot) è un film del 1945 diretto da Robert Florey.
Il film si ispira all'omonima autobiografia scritta dal colonnello Robert Lee Scott Jr. pubblicata a New York nel 1943.

## Produzione
Le riprese del film, prodotto dalla Warner Bros., cominciarono ai primi di agosto e terminarono a fine ottobre 1944.

## Distribuzione
Distribuito dalla Warner Bros. Pictures, Inc., il film fu presentato in prima mondiale in Georgia, a Macon; a New York, uscì in prima il 23 marzo per poi essere distribuito nelle sale degli Stati Uniti il 7 aprile 1945.